# Center for Alternatives to Animal Testing
El Johns Hopkins University Center for Alternatives to Animal Testing (CAAT, en català "Centre Universitari per a les Alternatives a l'Experimentació en Animals Johns Hopkins") ha treballat amb científics, des de 1981, per a trobar nous mètodes per a reemplaçar l'ús d'animals de laboratori en experiments, reduir el nombre d'animals en els quals s'experimenta i perfeccionar les proves necessàries per a eliminar el dolor i l'angoixa (les Tres R descrites en els Principles of Humane Experimental Technique de Russell i Burch). CAAT és un centre acadèmic basat en al ciència afiliat al Johns Hopkins Bloomberg School of Public Health.
CAAT promou les ciències humanes donant suport a la creació, el desenvolupament, la validació i l'ús d'alternatives als animals en la recerca, les proves de seguretat de productes i l'educació. No és un grup activista; més aviat, cerca aconseguir canvis treballant amb científics de la indústria, el govern i el món acadèmic per a trobar noves maneres de reemplaçar als animals per mètodes que no emprin animals, reduir el nombre d'animals necessaris o perfeccionar els mètodes per a fer-los menys dolorosos o estressants per als animals involucrats. CAAT ha ofert subvencions des de 1993 per a finançar el desenvolupament de mètodes de prova in vitro sense animals que poden reemplaçar l'ús d'animals de laboratori en unes certes proves.
Des de 2013, CAAT va copatrocinar un simposi anual amb lAnimal Welfare Information Center (National Agricultural Library, USDA) i lOffice of Laboratory Animal Welfare (NIH) sobre les Tres R. Els primers sis simposis es van centrar en l'allotjament social d'animals de laboratori, ja que s'ha demostrat que albergar espècies socials amb altres animals de la seva espècie millora el benestar animal. El simposi més recent, "7th Annual 3Rs Symposium: Practical Solutions and Success Stories" (en català "Setè Simposi Anual de les 3R: Solucions pràctiques i històries d'èxit"), es va dur a terme virtualment del 4 al 5 de juny de 2020 i va abordar temes en tot l'espectre de les Tres R, inclòs l'ús de organoides cerebrals per a estudiar malalties infeccioses com la COVID-19 o el Zika, fent servir Escales Grimace per a accedir al dolor dels animals, realitzant entrenament de reforç positiu d'animals de laboratori i fent servir pautes com ARRIVE i PREPARE per a dissenyar experiments que facin sevir menys animals.
CAAT organitza una Escola d'Estiu anual en la Johns Hopkins School of Public Health a Baltimore, Maryland, perquè els membres de la comunitat d'animals de laboratori comparteixin innovacions i tècniques en les 3R.